# 町田佳声
町田 佳聲（まちだ かしょう、1888年6月8日 - 1981年9月19日）は、日本の近世邦楽・日本民謡研究家、作曲家、音楽評論家。本名・町田嘉章（まちだ よしあき）。町田博三とも名乗る。

## 経歴
群馬県伊勢崎の商家生まれ。祖父の弟に黒岩涙香の作品を扱った扶桑堂創業者の町田宗七。本名の音読みから「かしょう」と通称され、この「かしょう」から「佳聲」の字を1962年（昭和37年）ごろから使用。「佳聲」を名乗り、略字「声」を嫌った。
旧制群馬県立前橋中学校（現・群馬県立前橋高等学校）を経て、1907年（明治40年）東京美術学校図案科に入学したが、病に伏した間に趣味の三味線に没頭し、その五線譜化を独習。1913年（大正2）同校卒業後は「時事新報」「中外商業新報」の芸能・邦楽担当記者となり，町田博三の筆名で執筆。 そのかたわら古典邦楽を研究、1920年古曲保存会を設立、邦楽レコードを制作。1925年東京放送局（現NHK）創設以来邦楽番組を担当、伶明音楽会を組織して五線譜による邦楽演奏家を養成。
作曲面では宮城道雄らの新日本邦楽運動に参加、その中心人物の1人として活躍した。
1927年、北原白秋の依頼で新民謡「ちゃっきり節」、1931年「春信幻想曲」なども作曲した。また、戦前は三味線の演奏家としても活動し、三味線と西洋管弦楽のための協奏曲を2曲作曲している。新交響楽団（現・NHK交響楽団）と共演した自演の音源がCD化されている。
1934年（昭和9年）に東京放送局を退職後は柳田国男の指導を受けて民謡研究に着手。日本民謡の現地採録と五線譜化に従事、この研究は民俗学的価値から国民学術協会の支援供与を受け、その成果を1940年（昭和15年）3月に室町鎌倉時代から明治末まで日本国内で歌われた労作歌および祝い歌や盆踊歌など、生活環境の変化とともに風化しつつある300曲を集めたレコード（1セット計30枚）を発売し、また、『日本民謡大観』全9冊（1944年～80年、日本放送出版協会）にまとめた。
1951年、第2回放送文化賞、同年、「日本民謡研究及び関東編の発表」で第2回芸術選奨文部大臣賞、1956年紫綬褒章、1965年勲四等旭日小綬章、1974年勲三等瑞宝章、1981年吉川英治文化賞受賞。
東京芸術大学音楽学部講師，東洋音楽学会2代目会長などもつとめた。

## 著作

### 単書
- 『はやく上達する長唄のうたひ方と弾き方』（町田嘉章）教文館、1930年。
  - 『はやく上達する長唄のうたひ方と弾き方』（町田嘉章）法木書店、1934年。
- 『レコードによる邦樂鑑賞法』（町田嘉章）音樂世界社、1933年。
- 『音楽講座 第18篇 邦楽鑑賞法』（町田嘉章）学芸社、1934年。
- 『ラジオ邦楽の鑑賞』（町田嘉章）日本放送出版協会、1950年。
- 『杵屋正次郎之代々』（町田嘉章、芳村家元 編）芳村家元、1959年。doi:10.11501/2489354。

### 共編著、監修
- 『芝居錦絵集成』（山村耕花、町田博三 編）精華社、1919年。
- 『長唄稽古手引草 : 唄のうたひ方、三絃の弾き方、鳴物の打ち方』（町田博三 編述）邦楽研究会、1923年。
- 『芳村家之代々』（町田博三 編）文祥堂、1923年。
- 『世界音楽全集 第19巻 明治大正昭和流行歌曲集』（堀内敬三、町田嘉章 共編）春秋社、1931年。
- 『世界音楽全集 第43巻 日本新民謡曲集』（町田嘉章 編）春秋社、1933年。
- 『文化譜による三味線独り稽古 下巻』（杵家弥七（4代目）、町田嘉章 共編）三味線文化譜楽会、1937年。
- 『長唄浄観』（町田嘉章 編）邦楽社、1949年。
- 『正調民謡集 : 三味線文化譜（節入解説付） 上』（町田嘉章 監修、邦楽社編集部 編）邦楽社、1950年。
- 『正調民謡集 : 三味線文化譜（節入解説付） 下』（町田嘉章 監修、邦楽社編集部 編）邦楽社、1950年。
- 『日本民謡詞華集』（町田嘉章 編）未来社、1954年。
- 『正調民謡集 : 節入解説付 1』（町田嘉章 編）邦楽社、1959-1961。
- 『正調民謡集 : 節入解説付 2』（町田嘉章 編）邦楽社、1959-1961。
- 『正調民謡集 : 節入解説付 3』（町田嘉章 編）邦楽社、1959-1961。
- 『正調民謡集 : 節入解説付 4』（町田嘉章 編）邦楽社、1959-1961。
- 『日本民謡集（岩波文庫）』（町田嘉章、浅野建二 編）岩波書店、1960年。
  - 『日本民謡集（岩波クラシックス 38）』（町田嘉章、浅野建二 編）岩波書店、1983年。
- 『わらべうた 日本の伝承童謡（岩波文庫）』（町田嘉章、浅野建二 編）岩波書店、1962年。
  - 『わらべうた 日本の伝承童謡（岩波クラシックス 52）』（町田嘉章、浅野建二 編）岩波書店、1983年。
  - 『わらべうた 日本の伝承童謡（ワイド版岩波文庫）』（町田嘉章、浅野建二 編）岩波書店、1993年。
- 『現代・邦楽名鑑 第2 長唄編』（町田佳声、植田隆之助 著）邦楽と舞踊社出版部、1966年。
- 『宗家五世荻江露友』（町田佳声、仁村美津夫 共著）邦楽と舞踊社出版部、1968年。doi:10.11501/12432974。
- 『正調民謡集 三味線文化譜（節入解説付）1』（町田佳聲 編著）邦楽社、1977年。
- 『正調民謡集 三味線文化譜（節入解説付）2』（町田佳聲 編著）邦楽社。
- 『正調民謡集 三味線文化譜（節入解説付）3』（町田佳聲 編著）邦楽社。
- 『正調民謡集 三味線文化譜（節入解説付）4』（町田佳聲 編著）邦楽社。

### 雑誌
- 町田博三 (1918-10). “逸品集の写楽絵に就き”. 浮世絵 (浮世絵社) 41:  3.
- 町田博三 (1918-10). “清長の役者絵に就き”. 錦絵 (綜芸書院) 19:  14.
- 町田博三 (1926-03). “ラヂオ談話会”. 女性 (プラトン社) 9 (3).
- 町田博三 (1929-02). “新舞踊辨疏”. 演劇映画 (プラトン社) 2月號（2）.